# فيكتور رويز (لاعب كرة قدم مواليد 1993)
فيكتور رويز (بالإسبانية: Víctor Ruiz Abril)‏ هو لاعب كرة قدم إسباني، ولد في 2 نوفمبر 1993 في وتيال ‏ في إسبانيا. لعب مع نادي سانت غالن ونادي الفيحاء السعودي.

## وصلات خارجية
- فيكتور رويز على موقع قاعدة بيانات كرة القدم.إي يو (الإنجليزية)
- فيكتور رويز على موقع Soccerway.com (الإنجليزية)
- فيكتور رويز على موقع عالم كرة القدم.نت (الإنجليزية)